# Dealu Doștatului
Dealu Doștatului – wieś w Rumunii, w okręgu Alba, w gminie Doștat. W 2011 roku liczyła 11 mieszkańców.